# Bill Endicott
Bill Endicott (ur. 5 listopada 1876 w Montgomery, zm. 7 czerwca 1944 w Indianapolis) – amerykański kierowca wyścigowy.

## Kariera
W swojej karierze Endicott startował głównie w Stanach Zjednoczonych w mistrzostwach AAA Championship Car oraz towarzyszącym mistrzostwom słynnym wyścigu Indianapolis 500. W pierwszym sezonie startów, w 1910 roku odniósł dwa zwycięstwa – w Los Angeles i Atlancie. Z dorobkiem 320 punktów został sklasyfikowany na jedenastym miejscu w końcowej klasyfikacji kierowców. Rok później osiągnął linię mety toru Indianapolis Motor Speedway jako 36. W mistrzostwach AAA ie zdobył punktów. W sezonie 1912 wystartował tylko w Indy 500, który ukończył na piątym miejscu. raz stanął na podium. Uzbierał łącznie 90 punktów, które dały mu 26 pozycję w klasyfikacji generalnej. W 1913 roku w ciągu pięciu wyścigów, w których wystartował, raz stanął na podium. Został sklasyfikowany na 27. miejscu.